# Священний архієрейський собор Православної церкви України
Священний архиєрейський собор — керівний орган Православної церкви України, який діє в межах священних канонів, положень Статуту релігійної організації, а також з Патріаршого та Синодального Томосу про автокефалію 6 січня 2019 року.

## Склад і функції
Священний архиєрейський собор складається з Митрополита Київського та усіх єпархіальних архиєреїв України та має своє місцезнаходження в місті Київ. Священний архиєрейський собор скликається регулярно раз на рік, та надзвичайно кожного разу, коли той, хто має право його скликати, вважає це за потрібне, або коли це постановить річний (постійний) Священний Синод, або коли його буде затребувано в письмовій формі третиною членів Священного архиєрейського собору. У випадку неможливості з боку Головуючого його скликати, останній скликається за його згодою та за наказом Співголовуючого. Священний архиєрейський собор має кворум, якщо на ньому присутні Головуючий та принаймні 2/3 членів Собору. Членам Собору не дозволяється бути відсутніми на ньому або покидати Собор без поважної причини. Рішення Священного Архієрейського Собору приймаються простою більшістю голосів присутніх членів, за виключенням випадків, коли вимагається кваліфікована більшість. У випадку рівного поділу голосів вирішальним голосом є голос Головуючого на Соборі. Запрошення разом з порядком денним засідань Священного архиєрейського собору спрямовується Головуючим його членам не пізніше, аніж за десять днів до дати проведення засідання. Порядок денний визначає Головуючий. Додавання нового питання можливо, якщо про це просять половина присутніх членів Священного архиєрейського собору.

## Повноваження
Повноваження Священного архиєрейського Собору як керівного органу випливають зі положень Статуту Православної церкви України. Священний архиєрейський собор: 
1. охороняє (зберігає) в межах своєї юрисдикції православну віру, церковну єдність, канонічний та літургічний порядок та, окрім того, піклується про єдність зі Вселенським патріархатом та іншими Православними автокефальними церквами.
2. Пропонує кандидатів під час виборів на овдовілу катедру Митрополита Київського.
3. Тлумачить та частково змінює, але завжди в дусі Патріаршого і Синодального Томосу, положення Статуту, та піклується про таке виконання його положень. З найважливіших питань, які потребують спільних обговорень та дій, задля кращої підтримки Православної Церкви, Священний архиєрейський собор в Україні звертається до Вселенського Патріарха, який охоче надає сприяння та оголошує потрібне рішення Священному архиєрейському собору.
4. Складає та виносить на голосування нормативні акти задля урегулювання випадків, конкретне та детальне вирішення яких не передбачено Статутом. Піклується про захист священних монастирів та затверджує внутрішні правила церковних закладів.
5. Здійснює канонічний нагляд за діями архиєреїв та всіх церковних органів.
6. Розглядає та вирішує суперечки, що перевищують відповідальність місцевих архиєреїв та річного постійного Священного Синоду.
7. Засновує нові єпархії та ліквідує або об’єднує старі, а також визначає межі архиєрейських областей.
8. Може затверджувати перелік тих, хто має право бути обраним єпископом.
9. Піклується про отримання святого Мира від церкви-матері Вселенського патріархату Константинополя. Канонізує святих для Православної церкви України та готує пропозиції щодо уведення нових святих до загальноцерковного місяцеслова і виносить їх на судження та ухвалу Великої Христової Церкви у відповідності до діючої багатовікової традиції Східної Православної Церкви.
10. Піклується про духовне та богослужбове просвітництво православної пастви через усі можливі пастирські дії та засоби.
11. Ухвалює рішення про відставку та позбавлення катедри єпархіальних архиєреїв.
12. Збирає судові органи, Помісний Собор та синодальні установи.
13. Визначає відносини Православної церкви України з державою, міжнародними організаціями, іншими християнськими церквами та релігійними організаціями, взагалі з зовнішнім світом.
14. Має виключну компетентність для накладення покарання у вигляді анатеми (великого відлучення) щодо всіх членів Церкви.
15. Обов’язки секретаря виконує Головний секретар Священного архиєрейського Собору.
16. Священний архиєрейський собор засновує Комісії, які подають свої висновки та стежать за роботою синодальних органів. Кількість Комісій і їх членів визначається Священним архиєрейським собором.

## Список засідань Священного архиєрейський собору Православної церкви України
Православна церква України з моменту надання автокефалії Вселенським патріархатом Константинополя провела такі Священні архиєрейські собори:
- Священний архиєрейський собор від 14 грудня 2019 року[1][2]
- Священний архиєрейський собор від 15 грудня 2020 року[3]
- Священний архиєрейський собор 24 травня 2022 року[4]
- Священний архиєрейський собор 24 травня 2023 року щодо календарної реформи[5]